# Magena
Magena est un prénom féminin.

## Sens et origine du prénom
- Prénom féminin d'origine nord-amérindienne [1].
- Prénom qui signifie « lune montante ».

## Prénom de personnes célèbres et fréquence
- Prénom aujourd'hui peu utilisé aux États-Unis[2].
- Prénom qui n'a jamais été donné en France[3].